# Mont Elgon
El mont Elgon és un volcà escut extingit situat a la frontera d'Uganda i Kenya, al nord de Kisumu i a l'oest de Kitale. El punt més alt de la muntanya, anomenat «Wagagai», es troba completament a Uganda. Tot i que no hi ha proves verificables de la seva activitat volcànica més antiga, els geòlegs estimen que el mont Elgon té almenys 24 milions d'anys, el que el converteix en el volcà extingit més antic de l'Àfrica oriental. El nom de la muntanya prové del seu nom massai, «Elgonyi».

## Característiques físiques
El mont Elgon és una gran muntanya volcànica solitària a la frontera entre l'est d'Uganda i l'oest de Kenya. La seva forma vasta, de 80 km de diàmetre, s'eleva 3.070 metres per sobre de les planes circumdants. Les seves altures més fresques ofereixen respir als humans de les planes càlides de la seva falda, i les seves altituds més altes proporcionen un refugi per a la flora i la fauna.

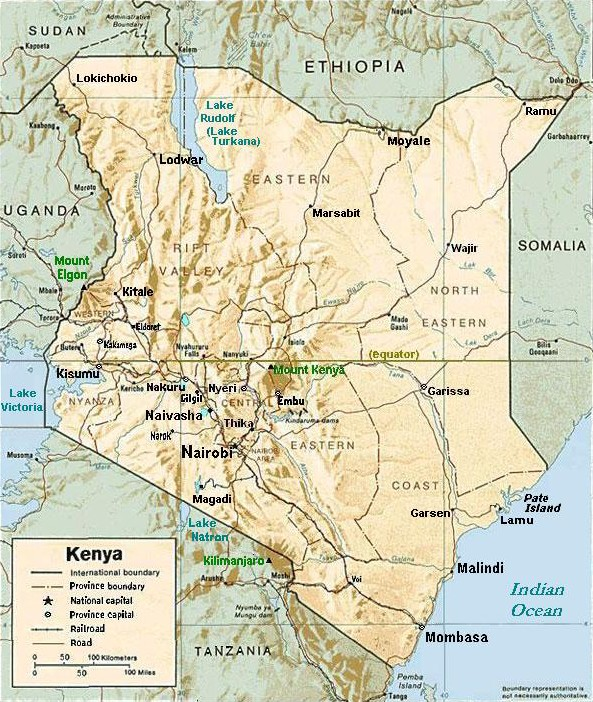
El mont Elgon (centre esquerre) es troba a la frontera entre Uganda i Kenya, a la Província Occidental, al nord de Kakamega, a l'oest de Kitale

El mont Elgon consta de cinc cims principals:
- Wagagai (4321 m), a Uganda.
- Sudek (4302 m), a la frontera de Kenya i Uganda.
- Koitobos (4222m), una columna de basalt de punta plana a Kenya.
- Mubiyi (4221 m), a Uganda.
- Masaba (4161 m), a Uganda.

Altres característiques a destacar són:
- La caldera: la d'Elgon és una de les calderes intactes més grans del món.[6]
- Les fonts termals al costat del riu Suam.[7]
- Endebess Bluff (2563 m).[8]
- Coves de Ngwarisha, Makingeny, Chepnyalil i Kitum: la cova de Kitum té més de 60 metres d'amplada i penetra 200 metres. La cova conté dipòsits de sal i és freqüentada per elefants salvatges que llepen la sal descoberta gratant les parets amb els seus ullals.[9] Es va fer notori després de la publicació del llibre de Richard Preston The Hot Zone el 1994 per la seva associació amb el virus de Marburg després que dues persones que havien visitat la cova (una el 1980 i l'altra el 1987) van contreure la malaltia i van morir.[10]

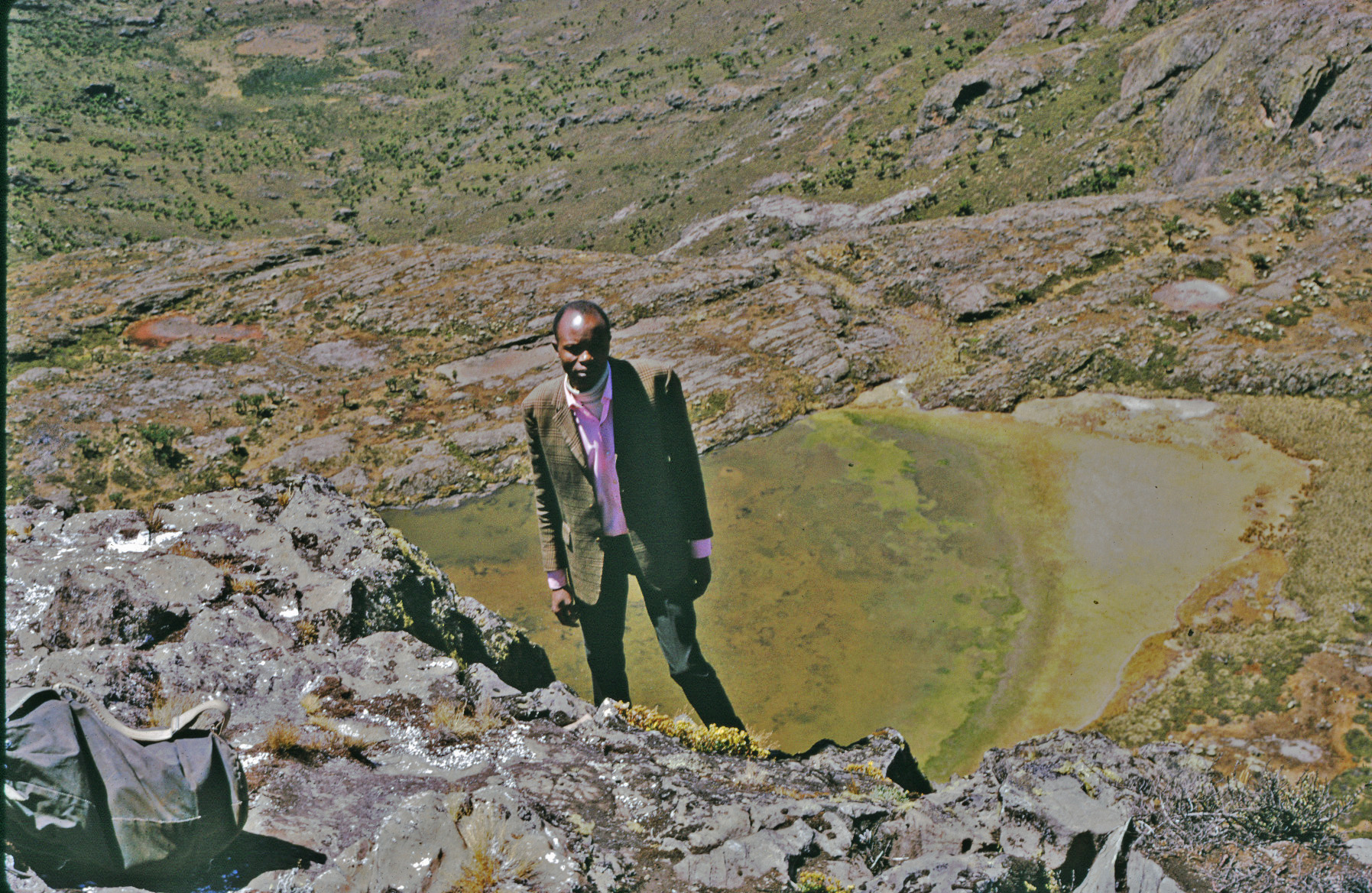
El llac sagrat, just fora de la vora del cràter i sota el cim Sudek
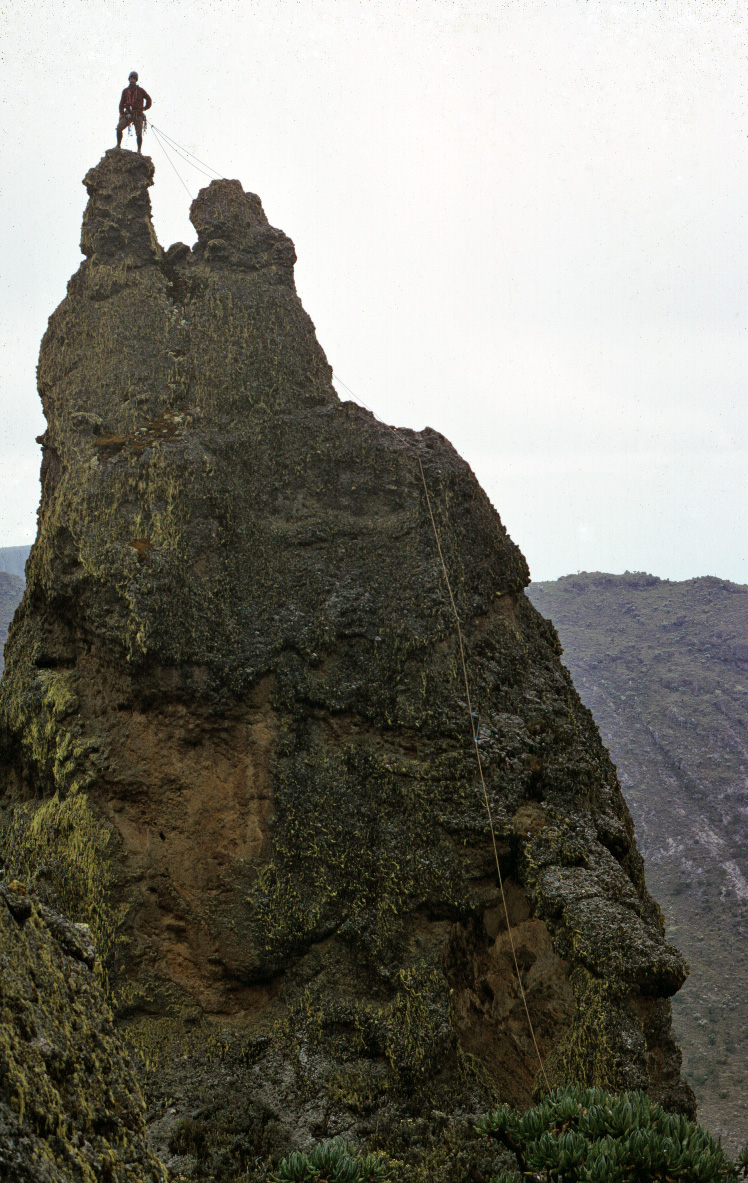
Un escalador en un pinacle de Sudek
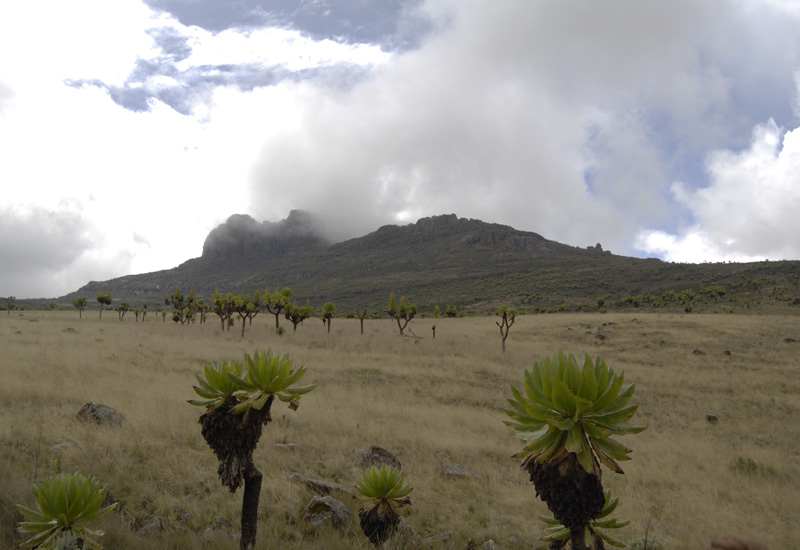
Pic de Koitobos, Kenya

Els sòls de muntanya són de laterita vermella. La muntanya és la zona de captació de diversos rius com el riu Suam, que es converteix en el Turkwel aigües avall i desguassa al llac Turkana, i el riu Nzoia i el riu Lwakhakha que desemboquen al llac Victòria. La ciutat de Kitale es troba als peus de la muntanya. L'àrea al voltant de la muntanya està protegida per dos parcs nacionals del Mont Elgon, un a cada costat de la frontera internacional.

## Fauna
Al voltant de la muntanya hi ha una població única d'elefants africans de sabana que s'aventuren a les coves per llepar la sal que es troba a l'interior. Aquesta població antigament estava present a tota la muntanya, però des d'aleshores s'ha reduït al vessant de Kenya, on s'aventuren a la cova de Kitum.

Hi ha diverses poblacions separades d'espècies de mamífers que es restringeixen a la muntanya Elgon, com ara la musaranya del Mont Elgon (Crocidura elgonius), la rata talp de Rudd (Tachyoryctes ruddi) i el ratolí pigmeu de Thomas (Mus sorella). També hi ha diverses poblacions separades d'espècies d'ocells rares, com ara la piula d'esperons de Sharpe (Macronyx sharpei), la cistícola de Hunter (Cisticola hunteri), lel francolí de Jackson (Pternistis jacksoni) i el francolí del Mont Elgon (Scleroptila elgonensis).

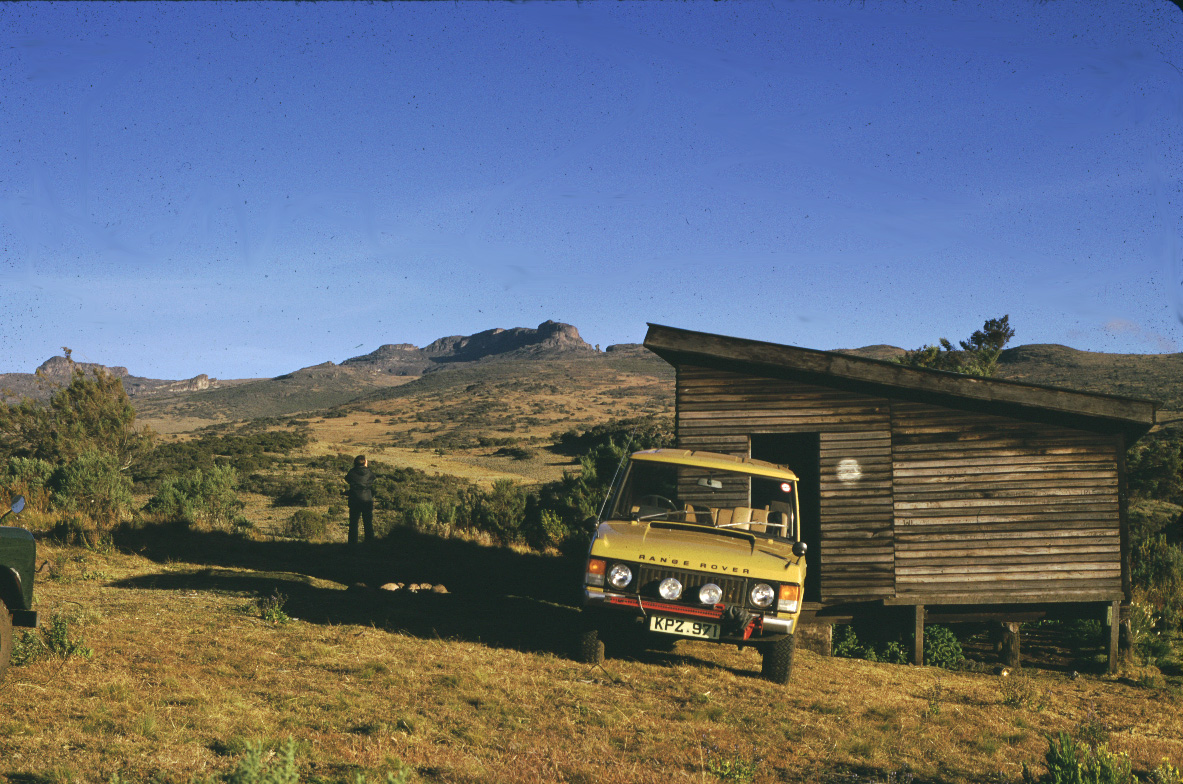
Sudek i Lower Elgon de la Old Elgon Hut, cremats el 1975, a les rodalies de Kimilili
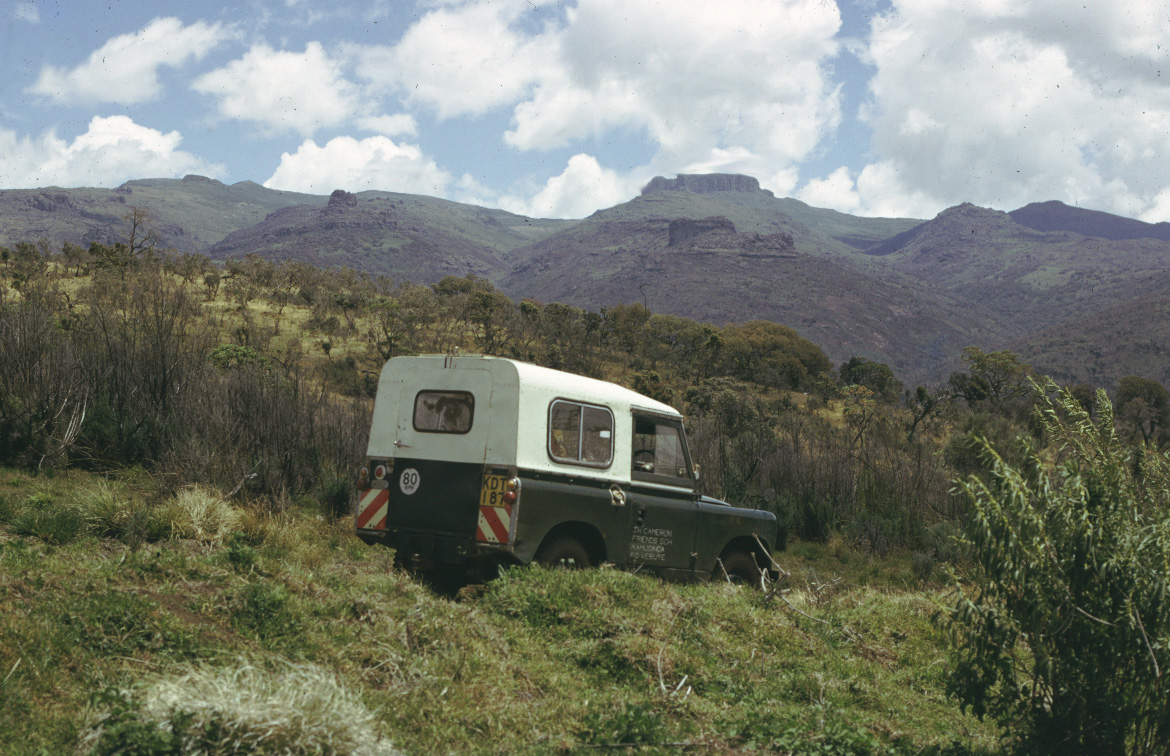
Koitobos i els erms sobre el Parc Nacional del Mont Elgon

Una subespècie endèmica d'herbívors (Tragelaphus scriptus heterochrous) està restringida a la muntanya. La possiblement extinta granota del torrent de Du Toit (Arthroleptides dutoiti), considerada una espècie EDGE a causa de la seva peculiaritat evolutiva, només es coneix a partir d'un sol exemplar recollit al vessant de la muntanya de Kenya.

## Flora
Hi ha algunes plantes rares que es troben a les muntanyes, com Ardisiandra wettsteinii, Carduus afromontanus, Echinops hoehnelii, Ranunculus keniensis i Romulea keniensis.

## Ètnies locals
El mont Elgon i els seus tributaris són la llar de quatre tribus, els Bagisu, els Sapinjek, els Sabaot i els Ogiek, més coneguts a la regió amb el terme despectiu Ndorobo.